# Donald Harrison
Donald Harrison Jr. (Nueva Orleans, Luisiana, 23 de junio de 1960) es un saxofonista estadounidense de jazz, relacionado con las corrientes denominadas neo tradicionalismo y smooth jazz.

## Historial
Harrison estudió en el New Orleans Center for Creative Arts y en el Berklee College of Music. Tocó con Roy Haynes, Jack McDuff, los Art Blakey's Jazz Messengers, Terence Blanchard y Don Pullen, a lo largo de los años 1980. Luego se unió a la nueva edición de The Headhunters, a comienzos de los 90. En 1991 grabó su álbum "Indian Blues", que recuperaba el sonido y el concepto de Congo Square, en un contexto de jazz moderno. En 1994, Harrison participó en el impulso del estilo denominado "Nouveau Swing", que mezcla el swing con fórmulas de danza modernas, y con otros estilos propios de su zona natal.
Harrison también ha desarrollado su trabajo dentro del campo del smooth jazz. Su grupo "Donald Harrison Electric Band" ha grabado varios temas de e´xito que se han situado en las listas del Billboard. Ha actuado como productor y cantante-rapero, mezclando géneros tradicionales de Nueva Orleans y hiphop, con su grupo, "The New Sounds of Mardi Gras". El grupo, con el que ha publicado dos CDs, ha actuado por todo el mundo.
Harrison apoyado a un buen número de jóvenes músicos de diversos estilos, como el trompetista, nominado a un Grammy, Christian Scott, además de otros como Mark Whitfield, Cyrus Chestnut, Christian McBride, o The Notorious B.I.G. Harrison protagonizó el documental de Spike Lee, When the Levees Broke.
Harrison dirige la "New Jazz School-Isidore Newman School" en Nueva Orleans.

## Discografía
- The New Sounds of Mardi Gras Vol 1 - (Hip-Hop)
- The New Sounds of Mardi Gras Vol 2 - (Hip-Hop)
- Evolution Revolution - con The Headhunters
- Live - con Clark Terry
- Live at The Supper Club - con Lena Horne
- 1991: Indian Blues
- 1994: The Power of Cool
- 1996: Nouveau Swing
- 1997: Free To Be
- 1999: Paradise Found
- 2001: Spirits of Congo Square
- 2002: Kind of New
- 2003: Real Life Stories
- 2004: Heroes - con Ron Carter y Billy Cobham
- 2005: Free Style
- 2006: "NY Cool" Live at The Blue Note
- 2006: The Survivor
- 2007: 3D Vol I Smooth Jazz
- 2008: 3D Vol II Classic Jazz
- 2008: The Chosen Classic Jazz
- 2009: 3D Vol III Hip-Hop